# 최영 초상
최영 초상(崔瑩肖像)은 대한민국 충청북도 청주시 청원구에 있는 조선시대의 초상화이다. 2012년 4월 6일 충청북도의 문화재자료 제87호로 지정되었다.

## 개요
고려 말기의 명장인 최영장군(1316-1388)의 초상으로 전하는 그림으로 조선 철종 5년(1854)에 27세손인 최규영이 주축이 되어 청주목 북면 금천마을에 건립한 기봉영당(奇峰影堂)에 봉안되어 전한다.
전체적으로 비례가 맞지 않는 미숙한 신체표현, 과장된 이목구비와 음영이 지나치게 강조된 안면의 묘사, 강렬한 채색 등이 무신도(巫神圖)의 양식적 특징과 유사하고 최영의 초상화가 전하지 않아 근거할 도상이 없는 상황에서 무신도의 도상을 원용해 그린 것으로 여겨지며 민화풍(民畵風)의 불화(佛畵)와 무신도를 함께 제작했던 이름이 알려지지 않은 지방화가의 작품으로 추정된다.

## 참고 자료
- 최영 초상 - 국가유산청 국가유산포털